# Tlahap
Tlahap is een bestuurslaag in het regentschap Temanggung van de provincie Midden-Java, Indonesië. Tlahap telt 3271 inwoners (volkstelling 2010).